# Mito degli eroi
I miti degli eroi narrano le imprese di esseri straordinari, dotati di capacità prodigiose, a volte veri e propri semidei. Gli eroi vivono al tempo delle origini, quando le comunità degli uomini non sono ancora organizzate da leggi civili, sono i capostipiti dei popoli a cui insegnano le arti della coltivazione, della metallurgia, della scrittura e della guerra, fondano le città e stabiliscono le prime leggi.

## Gilgamesh, l'eroe della Mesopotamia
Le avventure di Gilgameš, eroe della Mesopotamia, sono narrate su 12 tavolette trovate nella biblioteca del re Assurbanipal (669-628 a.C.) durante scavi archeologici effettuati nel secolo scorso, nel luogo dove sorgeva Ninive, l'ultima capitale del regno assiro.
Il poema, che è senza dubbio il più importante della mitologia babilonese ed assira è stato scritto di certo molto tempo prima di Assurbanipal, forse all'inizio del II millennio a.C. e le tavolette trovate a Ninive sono probabilmente una copia che il sovrano si era fatto fare per la sua biblioteca.
Forse, verso il 2500 a.C. visse a Uruk, antica e grande città sumera, in Mesopotamia, un re di nome Gilgameš il cui regno sarebbe durato 126 anni.
Delle opere mesopotamiche non ci sono prevenuti i nomi degli autori, ma per l'epopea di Gilgamesh si è trovato un catalogo del periodo noe-assiro, conservato nella Biblioteca di Assurbanipal, che attribuisce il poema al sacerdote Sinlenquinnini. Secondo alcuni studiosi, tale sacerdote sarebbe vissuto nel XIII-XII secolo a.C., probabilmente al tempo di Nabucodonosor I, secondo altri deve essere identificato con il consigliere di Gilgamesh; secondo altri ancora, nessuna delle due ipotesi è attendibile e il compositore del poema resta sconosciuto.
Lo studioso Theodor Gaster ha tradotto le tavolette decifrando la scrittura cuneiforme ed ha riscritto il testo in modo da rendere il racconto più facilmente comprensibile.

## Gli eroi della classicità
I miti degli dèi e degli eroi classici nacquero in tempi antichissimi dalla fantasia collettiva dei popoli che abitavano la Grecia.
Gli aedi, poeti cantori, si spostavano da una città all'altra e, accompagnandosi con uno strumento a corde, la lira, recitavano in pubblico le storie, degli dèi e degli eroi, sentite da altri e spesso le modificavano o le ampliavano inserendo nuovi episodi.
I primi poeti che raccontarono per iscritto i miti diffusi in Grecia furono Omero, Esiodo, Pindaro e i tre grandi scrittori di tragedie Eschilo, Sofocle, Euripide.
I miti greci divennero anche patrimonio culturale dei Romani dopo che Roma ebbe conquistato la Grecia.
Fra gli autori latini, nella cui opera si trova la trascrizione di racconti mitologici, i più noti sono Virgilio e Ovidio.